# Bradyopisthius klatti
Bradyopisthius klatti är en insektsart som beskrevs av Weidner 1941. Bradyopisthius klatti ingår i släktet Bradyopisthius och familjen vårtbitare. Inga underarter finns listade i Catalogue of Life.